# Haplochromis mylergates
Haplochromis mylergates é uma espécie de peixe da família Cichlidae. Endémica do lago Vitória. O último registro para a espécie foi em 1983 e acredita-se que esteja extinta. O holótipo foi coletado no Golfo de Speke, a este da ilha de Nafuba, na Tanzânia.